# Seis Graus de Separação
Six Degrees of Separation (br/pt: Seis Graus de Separação) é um filme estadunidense de 1993, do gênero drama, dirigido por Fred Schepisi e com roteiro de John Guare, baseado em peça teatral de sua autoria.

## Sinopse
Um jovem negro é socorrido por um casal da alta sociedade de Manhattan, após ser ferido em um assalto no Central Park. Levado à casa do casal, ele conta que conhece seus filhos e dá detalhes do apartamento, dando veracidade a sua narrativa. Além disso, o jovem mostra ser um ótimo cozinheiro e surpreende mais ainda ao dizer que é filho do ator Sidney Poitier. 

## Elenco
- Stockard Channing .... Louisa Kittredge (Ouisa)
- Will Smith .... Paul
- Donald Sutherland .... John Flanders Kittredge (Flan)
- Ian McKellen .... Geoffrey Miller
- Mary Beth Hurt .... Kitty
- Bruce Davison .... Larkin
- Richard Masur .... dr. Fine
- Anthony Michael Hall .... Trent Conway
- Heather Graham .... Elizabeth
- Eric Thal .... Rick
- Anthony Rapp .... Ben

## Principais prêmios e indicações
Oscar (EUA)
- Indicado na categoria de Melhor Atriz (Stockard Channing).

Globo de Ouro (EUA)
- Indicado na categoria de Melhor Atriz - Comédia / Musical (Stockard Channing).